# 15 1/2 フィフティーンハーフ
「15 1/2 フィフティーンハーフ」は、日本のロックバンド・L'Arc〜en〜Cielのベーシスト、tetsuyaがTETSU69名義で発表した通算3作目のシングル。2002年10月23日発売。発売元はワーナーミュージック・ジャパンの社内レーベル、DREAM MACHINE内に設けた自身の主宰レーベル、SPROUSE。

## 解説
前作「蜃気楼」から約2ヶ月ぶりとなるシングル。1stアルバム『Suite November』の先行シングルとして発表されている。
表題曲「15 1/2 フィフティーンハーフ」は、打ち込みのサウンドから静かに始まり、生ドラムを合図にバンドサウンドが展開されるサビへと繋がっていくドラマティックなナンバー。TETSU69曰く、当初アルバムに先行して発表するシングルの表題曲には、別の曲をあてるつもりで、この曲はいわゆるアルバム曲として考えていたという。ただ、TETSU69の「（シングルカットを）最初に考えてた曲より飛び出てきた」という判断により、表題曲が変更されることになったという。また、表題曲のアレンジ作業には、音楽プロデューサーの亀田誠治（東京事変）を招聘しており、亀田はTETSU69と共同で作業を行っている。ちなみにこの曲のタイトル「15 1/2」が何を意図しているかは、TETSU69の口から明かされていない。そのため、リスナーの間で「"15"は"tetsuがベースを始めた年齢"、"1/2"は"TETSU69とtetsu"を意味しているのではないか」と噂されていた。ただ、2018年に自身がパーソナリティーを務めるインターネットラジオ番組において、TETSU69は「（この曲の"15"は）ベースを始めた年齢じゃないですね。ベースを始めたのは14歳です」と噂を明確に否定している。
ちなみに、TETSU69は本作発売当時に受けた音楽雑誌『R&R NewsMaker』のインタビューで、自身が手掛ける歌詞について「詞なんてすごく個人的なものだから。僕と同じ経験をしない限り、理解なんて絶対できないと思う。同じ人生を歩む人なんていないと思うから、僕にしかわからなくて結構。だから、聴いた人それぞれが自分の経験にダブらせて好きなように受け取って好きなように解釈すればいい。だから、ワザと全然恋愛の歌じゃないのに、恋愛の歌にとれるような書き方をしたりもしてるし」「誰かを想って書いた詞があったとしても、その人にも気づいて欲しくないぐらいだから」と述べており、解釈をリスナーに委ねる旨を語っている。
カップリングには、様々な音色が採り入れられたインストゥルメンタル「TEZMANのテーマ」が収録されている。この曲は、TETSU69が考案したキャラクター、"TEZMAN（読み：テッツマン）"のテーマソングであり、鈴木雅也がアレンジ作業を担当している。なお、"TEZMAN"は＜TETSU69のプロモーター＞の役割を担うオリジナルキャラクターであり、デザイナー・スーツを纏い、アタッシュケースを携え小型のロケットに跨った姿をしている。TETSU69は本作発売当時に受けたインタビューで、TEZMAN制作の経緯について「ラルクには"シエルちゃん"ていうキャラクターがいるんですよ。LE-CIELっていうファンクラブがあって、その会員証とかに登場するキャラクターなんですけど。そういうノリで、自分にもキャラクターが欲しいなと。ムキンポ君（自身が以前に考案したキャラクター）とは別に。作るならこのタイミングかなと」と語っている。2005年頃にTETSU69名義での活動が終了したため、名義変更後のソロ活動において、このキャラクターがプロモーションの場に登場することは少なくなっているが、この曲に関しては現在でもライヴのオープニングS.E.として時折使われている。ちなみに、この曲は本作の1曲目に収録されており、tetsuyaのソロ名義のシングルにおいて、本作が唯一、1曲目にカップリング曲が収録されている作品となっている。なお、1stアルバム『Suite November』には、シークレットトラックとして、この曲のロングバージョン「TEZMANのテーマ (Extended version)」が収録されている。
さらに、もう1曲のカップリングとして、前作の表題曲「蜃気楼」のリミックスが収録されている。なお、リミックスは、イギリスのトリップ・ホップバンド、スニーカー・ピンプスのギタリストであるクリス・コーナーが手掛けている。
本作は、前作に引き続き、通常盤（8cmCD＋GOODS）のみの1形態、10万枚限定で発売されている。グッズには「TEZMAN on The Rocket」と題したフィギュアが付属されている。また、オリジナルキャラクターであるTEZMANのプロフィールを記載した厚紙も付属されている。余談だが、本作のプロメーションのために出演した日本テレビ系音楽番組『速報!歌の大辞テン』において、インタビュアーから「どうして限定にするのか？」と聞かれた際、TETSU69は「フィギュアやTシャツの予算が組みやすいから」と真意を語っている。ちなみに2003年2月13日には、本作の12cmCDバージョンが復刻盤としてリリースされている。

## 収録曲
| #  | タイトル                                       | 作詞    | 作曲    | 編曲/リミックス                | 時間 |
| -- | ---------------------------------------------- | ------- | ------- | ------------------------------ | ---- |
| 1. | 「TEZMANのテーマ」                             | TETSU69 | TETSU69 | 鈴木雅也（編曲）               | 1:12 |
| 2. | 「15 1/2 フィフティーンハーフ」                | TETSU69 | TETSU69 | 亀田誠治・TETSU69（編曲）      | 5:43 |
| 3. | 「蜃気楼 BACKYARD REMIX」                      | TETSU69 | TETSU69 | クリス・コーナー（リミックス） | 5:31 |
| 4. | 「15 1/2 フィフティーンハーフ (instrumental)」 |         | TETSU69 | 亀田誠治・TETSU69（編曲）      | 5:40 |

## 参加ミュージシャン
- TEZMANのテーマ
  - Words & Music by TETSU69
    - TETSU69：All Voice and Produce
    - 鈴木雅也：All Instruments, Arrangement and Engineering
    - MASAYUKI NAKAHARA：Vocals Recorded
- 15 1/2 フィフティーンハーフ
  - Words & Music by TETSU69
  - Produce and Arrangement by 亀田誠治 and TETSU69
    - TETSU69：Vocal, Back Ground Vocals, Bass and Guitar Solos
    - 西川進：Guitars
    - 村石雅行：Drums
    - 上杉洋史：Piano
    - 中山信彦：Programming
    - 井上剛：Engineered

## 収録アルバム
- 『Suite November』 (#1,ロングバージョン、#2)

## タイアップ
15 1/2 フィフティーンハーフ
- TBS系番組『Pooh!』2002年10月度エンディングテーマ